# Киншаса
Киншаса (фр. Kinshasa) је највећи и главни град Демократске Републике Конго. Он се налази на реци Конго. Некада је био само група малих рибарских села, а данас је Киншаса динамичан мегалополис са око 12 милиона становника. У време белгијске колонијалне власти град је био познат као Леополдвил или Леополдштад (Léopoldville, Leopoldstad). Налази се на јужној обали реке Конго, док је на другој обали престоница Републике Конго Бразавил, која се може се видети у даљини преко широке реке Конго, стога су ова два града две најближе престонице на свету, након Рима и Ватикана.
Град Киншаса је исто тако једна од 26 провинција ДР Конго. Пошто административне границе овог града-провинције покривају огромну област, преко 90 процента земљишта је руралног типа, и урбана област заузима малу, мада растућу секцију на западној страни.
Киншаса је трећа по величини урбана област у Африци након Каира и Лагоса. По броју становника град се такмичи са Јоханезбургом за место другог по величини града подсахарске Африке, иза Лагоса. Киншаса је град јаких контраста, где се богате стамбене и трговачке четврти и три универзитета налазе поред сиротињских насеља. Овај град је исто тако највећа франкофонска урбана област на свету. Овај град је недавно премашио популацију Париза. Француски је језик владе, школа, новина, јавних услуга, и великопрометне трговине у граду, док се лингалски користи као лингва франка на улицама. Киншаса је била домаћин 14. Франкофонског самита у октобру 2012.
Становници Киншасе су познати као киноа (Kinois у француском и понекад у енглеском), или коншасани (енглески). Староседелачки народи ове области су Хамбу и Теке.

## Историја
Град је основао енглески истраживач Хенри Мортон Стенли 1881. као трговачку станицу, око 300 km узводно од Ливингстонових водопада. Назвао га је Леополдвил по белгијском краљу Леополду II, који је претендовао на власт над огромном територијом Конга. Пруга Матади-Леополдвил је изграђена 1898. и омогућила још бржи развој града. До 1920. град је постао престоница Белгијског Конгоа.
Диктатор Конгоа, Мобуту Сесе Секо, је 1966. у склопу програма африканизације топонима преименовао Леополдвил у Киншасу, по имену села које је некада постојало на том месту. Град је привлачио велики број људи из унутрашњости земље, тако да је данас доминантан језик становништва неаутохтони језик лингала.
Терен на којем се налази данашња Киншаса био је насељен још од антике, као и сав оближњи крај уз обале језера Малебо на реци Конго. Почетком 19. века ту су постојала два села племена Бахумбу; Нсхаса и Нтамо (касније познат као Кинтамо), која су трговала са људима из племена Батеке узводно уз реку.
Амерички истраживач велшких корена у служби белгијског краља Леополда II - Хенри Мортон Стенли, први је Европљанин који је детаљније истражио те крајеве 1877. Он се успео да оствари сарадњу са владарима Кинтамоа, који су се обогатили на трговини слоновачом и тако стекне значајну предност над Французима, који су такође упутили своје експедиције у те крајеве. Кад се други пут вратио у Кинтамо 1881. Стенли је изградио трговачку станицу, коју је назвао по имену свог послодавца Леополдвил из које је израсла данашња Киншаса.
Стенли је успео малим преносивим паробродима да значајно повећа промет по реци Конго далеко узводно на север све до Кисанганија, али је Леополдвил остао неважно место све док није изграђена жељезничке пруга низводно до луке у Матадију 1898. Након што је изграђен нафтовод до Матадија - 1914, порасла је важност луке у Киншаси, јер се одатле роба узводно превозила бродовима. Након тога је 1920. отворена авионска линија из Киншасе до Кисанганија. Због тога је дотадашње административно седиште колоније Белгијски Конго премештено из Боме у Киншасу 1923.
Како су ницали индустријски и лучки погони по граду, тако су грађени и стамбени квартови уз њих, 1930-их изграђени су квартови Киншаса, Барумбу и Лингвала поред луке. Након 1950-их изграђени су Лемба, Матете, и делови Ндјилија на југоистоку, за смештај радника уз нови индустријски кварт Лимете, тад су изграђени Дендале (данас Касавубу), Бандалунгва и Нгири-Нгири који су данас постали центар друштвено политичког живота града.
Од 1960. Леополдвил је постао главни град независног Конга. Одмах по стицању независности Конго је запао у проблеме, немилосрдне борбе за власт, под утицајем страних сила, преко својих унутрашњих експонената (Лумумба, Мобуту, Каса-Вубу, Чомбе) Конгоанску кризу (1960—1966). Након другог државног удара на власт се попео генерал Мобуту који је у склопу опште африканизације земље преименовао град у Киншасу - 1966, а земљу 1971. у Републику Заир. Упркос његовој диктаторској владавини град је доживео прави демографски бум.
Средином 1990-их Киншаса је постала фокус побуњеничких снага против Мобутуовог режима, они су на крају заузели Киншасу 1997, и натјерали Мобутуа да напусти земљу и препусти власт вођи побуњеника Лорана Кабиле. Међутим унутрашње напетости и борбе по земљи су се наставиле, тако да су Киншасу преплавиле бројне избјеглице из унутрашњости, и град је ушао у раздобље тешких економских тешкоћа које су се наставиле и у 21. веку. Наду да ће бити боље донијели су први демократски избори у земљи одржани 2006, кад је земља донела нови устав, али се од тог не види пуно.

## Географија
Киншаса је град оштрих контраста, са богатим стамбеним и трговачким подручјима и три универзитета поред пространих сиротињских четврти. Налази се дуж јужне обале реке Конго, низводно на језеро Малеба и директно насупрот града Бразавил, престонице Републике Конго. Река Конго је друга по дужини река у Африци, након Нила, и има највећи проток на континенту. Као пловни пут она омогућава водени транспорт у већем делу свог слива; она је пловна за велике речне барже између Киншасе и Кисанганије, и многе од њених притока су исто тако пловне. Река је важан извор хидроелектричне енергије, и низводно од Киншасе има потенцијал да количину енергије која је еквивалентна потребама половине афричке популације.
Старији и богатији део града (ville basse) је лоциран на равној области алувијалног песака и глине близу реке, док се многе новије области налазе на ерозивном црвеном земљишту околних брда. Старији делови града су изграђени по геометријском патерну, са дефакто расном сегрегацијом која је постала дејуре 1929. године, како су европски и афрички квартови постајали све ближи. Градски планови из 1920-их – 1950-их су садржали cordon sanitaire или бафере између белих и црних суседстава, чиме је обухваћено централно тржиште, као и паркови и баште за Европљане.
Урбанистичко планирање након независтности Киншасе није било екстензивно. Француска мисија градског планирања је направила неке планове током 1960-их који су предвиђали већу улогу аутомобилског превоза, али нису предвидели значајан раст становништва у граду. Тако се већина урбане структуре развила без смерница из главног плана. Према програму ОУН за насеља, град се шири на осам km² годишње. Многе од нових насеља се описују као картонска насеља, изграђена у небезбедним условима са неадекватном инфраструктуром. Упркос томе, спонтано развијена подручја су у многим случајевима проширила ортогоналне улице из првобитног града.

### Клима
Киншаса има Тропску саванску климу по Кепеновог класификацији климе, са релативно врућим температурама током целе године. Сезона суша траје од маја до септембра, а кишна сезона од октобра до маја. Средња годишња количина падавина је мало већа од 1520 mm. Силовите олује су честе, али ретко трају дуже од неколико сати. Најтоплији месец је април, са средњим дневним температурама од 22 °C до 32 °C, а најхладнији јул са температурама од 18 °C до 27 °C.
| Клима Киншаса, Демократска Република Конго                                    | Клима Киншаса, Демократска Република Конго | Клима Киншаса, Демократска Република Конго | Клима Киншаса, Демократска Република Конго | Клима Киншаса, Демократска Република Конго | Клима Киншаса, Демократска Република Конго | Клима Киншаса, Демократска Република Конго | Клима Киншаса, Демократска Република Конго | Клима Киншаса, Демократска Република Конго | Клима Киншаса, Демократска Република Конго | Клима Киншаса, Демократска Република Конго | Клима Киншаса, Демократска Република Конго | Клима Киншаса, Демократска Република Конго | Клима Киншаса, Демократска Република Конго |
| Показатељ \ Месец                                                             | .Јан.                                      | .Феб.                                      | .Мар.                                      | .Апр.                                      | .Мај.                                      | .Јун.                                      | .Јул.                                      | .Авг.                                      | .Сеп.                                      | .Окт.                                      | .Нов.                                      | .Дец.                                      | .Год.                                      |
| ----------------------------------------------------------------------------- | ------------------------------------------ | ------------------------------------------ | ------------------------------------------ | ------------------------------------------ | ------------------------------------------ | ------------------------------------------ | ------------------------------------------ | ------------------------------------------ | ------------------------------------------ | ------------------------------------------ | ------------------------------------------ | ------------------------------------------ | ------------------------------------------ |
| Апсолутни максимум, °C (°F)                                                   | 36 (97)                                    | 36 (97)                                    | 38 (100)                                   | 37 (99)                                    | 37 (99)                                    | 37 (99)                                    | 32 (90)                                    | 33 (91)                                    | 35 (95)                                    | 35 (95)                                    | 37 (99)                                    | 34 (93)                                    | 38 (100)                                   |
| Максимум, °C (°F)                                                             | 30,6 (87,1)                                | 31,3 (88,3)                                | 32,0 (89,6)                                | 32,0 (89,6)                                | 31,1 (88)                                  | 28,8 (83,8)                                | 27,3 (81,1)                                | 28,9 (84)                                  | 30,6 (87,1)                                | 31,1 (88)                                  | 30,6 (87,1)                                | 30,1 (86,2)                                | 30,4 (86,7)                                |
| Просек, °C (°F)                                                               | 25,9 (78,6)                                | 26,4 (79,5)                                | 26,8 (80,2)                                | 26,9 (80,4)                                | 26,3 (79,3)                                | 24,0 (75,2)                                | 22,5 (72,5)                                | 23,7 (74,7)                                | 25,4 (77,7)                                | 26,2 (79,2)                                | 26,0 (78,8)                                | 25,6 (78,1)                                | 25,5 (77,9)                                |
| Минимум, °C (°F)                                                              | 21,2 (70,2)                                | 21,6 (70,9)                                | 21,6 (70,9)                                | 21,8 (71,2)                                | 21,6 (70,9)                                | 19,3 (66,7)                                | 17,7 (63,9)                                | 18,5 (65,3)                                | 20,2 (68,4)                                | 21,3 (70,3)                                | 21,5 (70,7)                                | 21,2 (70,2)                                | 20,6 (69,1)                                |
| Апсолутни минимум, °C (°F)                                                    | 18 (64)                                    | 20 (68)                                    | 18 (64)                                    | 20 (68)                                    | 18 (64)                                    | 15 (59)                                    | 10 (50)                                    | 12 (54)                                    | 16 (61)                                    | 17 (63)                                    | 18 (64)                                    | 16 (61)                                    | 10 (50)                                    |
| Количина падавина, mm (in)                                                    | 163 (6,42)                                 | 165 (6,5)                                  | 221 (8,7)                                  | 238 (9,37)                                 | 142 (5,59)                                 | 9 (0,35)                                   | 5 (0,2)                                    | 2 (0,08)                                   | 49 (1,93)                                  | 98 (3,86)                                  | 247 (9,72)                                 | 143 (5,63)                                 | 1,482 (58,35)                              |
| Дани са падавинама                                                            | 12                                         | 12                                         | 14                                         | 17                                         | 12                                         | 1                                          | 0                                          | 1                                          | 6                                          | 10                                         | 16                                         | 14                                         | 115                                        |
| Релативна влажност, %                                                         | 83                                         | 82                                         | 81                                         | 82                                         | 82                                         | 81                                         | 79                                         | 74                                         | 74                                         | 79                                         | 83                                         | 83                                         | 80,3                                       |
| Сунчани сати — месечни просек                                                 | 136                                        | 141                                        | 164                                        | 153                                        | 164                                        | 144                                        | 133                                        | 155                                        | 138                                        | 149                                        | 135                                        | 127                                        | 1.739                                      |
| Извор #1: Climate-Data.org (температура) Weatherbase (extremes)                              |                                            |                                            |                                            |                                            |                                            |                                            |                                            |                                            |                                            |                                            |                                            |                                            |                                            |
| Извор #2: Дански метереолошки институт (преципитација, сунчаност, и влажност) |                                            |                                            |                                            |                                            |                                            |                                            |                                            |                                            |                                            |                                            |                                            |                                            |                                            |

## Становништво
Један званични попис спроведен 1984. је утврдио да у граду има 2,6 милиона становника. Од тада, све процене су екстраполације. Процене за 2005 су биле у опсегу од 5,3 милиона до 7,3 милиона.
По подацима програма ОУН за насеља, 390.000 људи мигрира у Киншасу годишње, бежећи од рата и тражећи боље економске прилике. Многи стижу баржама низ реку Конго.

## Администрација
Киншаса има сличан административни статус као Париз у Француској, истовремено је град (ville) и провинција (province), једна од 11 у Демократској Републици Конго.

### Административна подела града
Киншаса има по узору на Француску статус града-провинције и административно је подељена на 4 округа (дистрикта), који су даље подељени на 24 општине (communes). Центар града је општина Гомб.

## Зграде и институције
Главни центри овог великог града су Cité de l'OUA, седиште владе Демократске Републике Конго, кварт Матонж, познат широм света по ноћном животу, те резиденцијални кварт Гомб, седиште друштвено-политичког живота града.
Атракције Киншасе су комплекс небодера знаних као зграда SOZACOM и хотел Мемлинг, централна пијаца, музеј Киншасе и Академија лепих уметности Киншаса. Једна од атракција града је и авенија булевар 30. јуна која спаја најважније градске квартове. Киншаса има велики стадион - Stade des Martyrs.
Киншаса има један од највећих аеродрома у Африци - Међународни аеродром Киншаса, из кога се лети у друге афричке државе, исто као и Брисел, Париз и Мадрид.

### Образовање
Киншаса има бројне високошколске институције, које пружају широк спектар образовања од грађевинарства, медицине до новинарства, на три велика универзитета и уметничкој академији:
- Универзитет Киншасе
- Конгоански протестантски универзитет
- Национални педагошки универзитет
- Школа Алхадеф

## Градови пријатељи
- Република Конго, Бразавил
- Белгија, Брисел
- Сенегал, Дакар
- Турска, Анкара

## Партнерски градови
- Дакар
- Бразавил
- Brussels
- Техеран
- Утрехт
- Анкара